# Lagoa dos Patos (kommun)
Lagoa dos Patos är en kommun i Brasilien.   Den ligger i delstaten Minas Gerais, i den sydöstra delen av landet, 400 km öster om huvudstaden Brasília. Antalet invånare är 4 227.
Omgivningarna runt Lagoa dos Patos är huvudsakligen savann. Runt Lagoa dos Patos är det mycket glesbefolkat, med 7 invånare per kvadratkilometer.